# Glossostelma lisianthoides
Glossostelma lisianthoides là một loài thực vật có hoa trong họ La bố ma. Loài này được (Decne.) Bullock mô tả khoa học đầu tiên năm 1952.